# Eskilstuna Klosters församling
Eskilstuna Klosters församling var en församling i Strängnäs stift och i Eskilstuna kommun i Södermanlands län. Församlingen uppgick 2010 i Eskilstuna församling. 

## Administrativ historik
Eskilstuna Klosters församling bildades 1931 genom sammanläggning av Klosters församling med den del av Eskilstuna stadsförsamling som låg öster om ån. Församlingen var fram till 1940 annexförsamling i ett gemensamt pastorat med Eskilstuna Fors församling, för att från 1940 till 2010 utgöra eget pastorat. Församlingen uppgick 2010 i Eskilstuna församling.

## Kyrkor
- Klosters kyrka